# 巴列德拉塞雷纳
巴列德拉塞雷纳，是西班牙埃斯特雷马杜拉巴达霍斯省的一个市镇。总面积125平方公里，总人口1522人（2001年），人口密度12人/平方公里。